# Principauté archiépiscopale de Magdebourg
vers 1180 – 1680
Entités précédentes :
- Duché de Saxe

Entités suivantes :
- Duché de Magdebourg

La principauté archiépiscopale de Magdebourg ou archevêché de Magdebourg (en allemand : Erzstift Magdeburg) fut un État du Saint-Empire romain germanique. Les  archevêques de Magdebourg qui relevaient du duché de Saxe, obtinrent l'immédiateté impériale comme seigneurs temporels de la principauté épiscopale (Erzstift) au XIIe siècle. Le siège de la principauté et de l'archidiocèse aujourd'hui disparu était à Magdebourg sur l'Elbe. 
Les frontières de la principauté et de l'archidiocèse ne coïncidaient pas. Dans le périmètre de l'archidiocèse fondé en 968, l'autorité spirituelle de l’archevêque, en tant qu’évêque métropolite, s’étendait à proprement parler sur la province ecclésiastique, de laquelle dépendaient au Moyen Âge central les diocèses de Brandebourg, de Havelberg, de Zeitz, de Mersebourg et de Meissen (Misnie).
Les archevêques faisaient partie du collège des princes ecclésiastiques à la Diète d'Empire. Lors de la diète à Augsbourg en 1500, la principauté archiépiscopale de Magdebourg rejoint le Cercle de Basse-Saxe. Après la guerre de Trente Ans et les décisions prises dans les traités de Westphalie, la principauté ecclésiastique fut sécularisée en 1680 et devint alors le duché de Magdebourg, un fief de l'État de Brandebourg-Prusse.

## Territoire

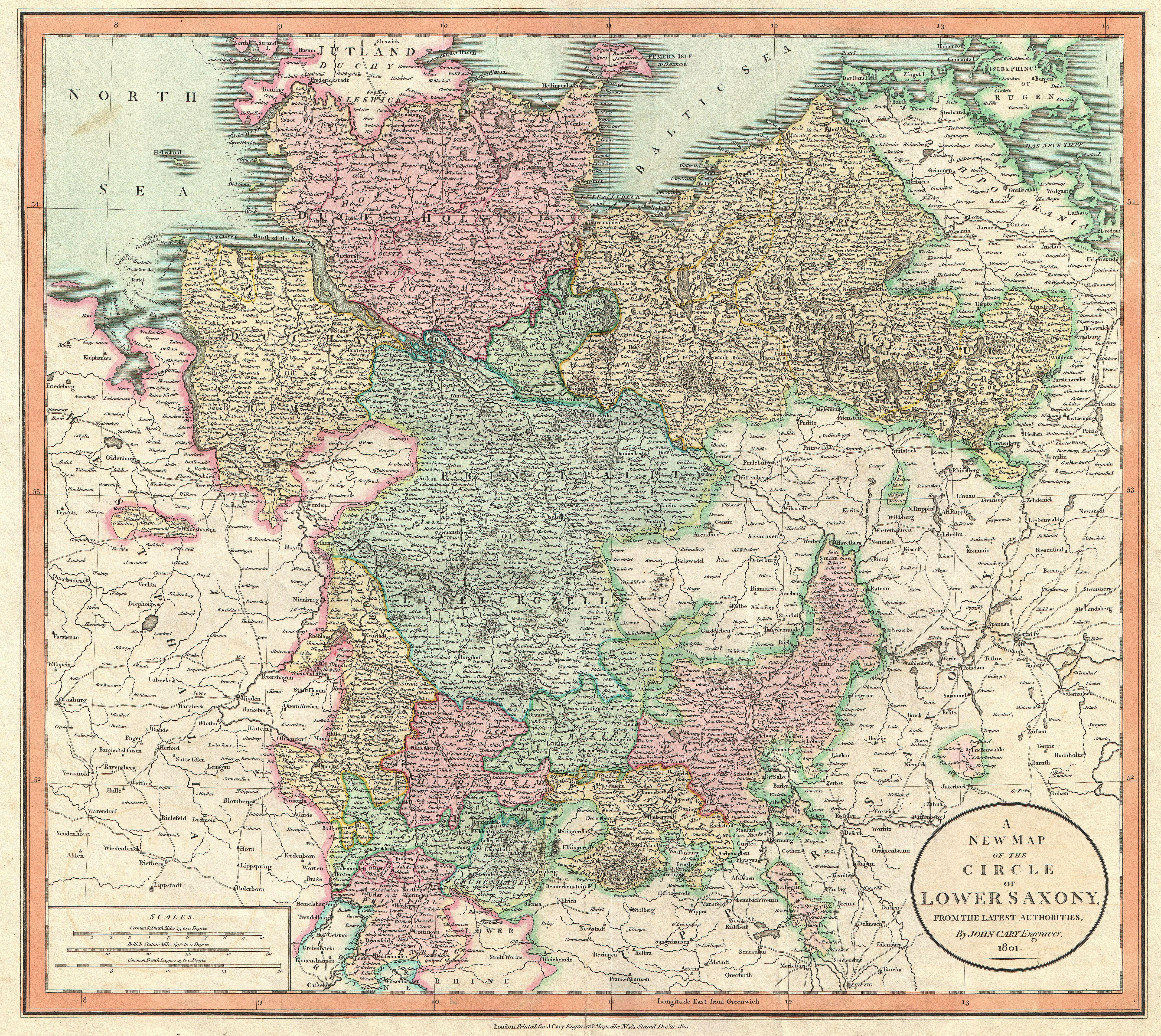
La principauté archiépiscopale de Magdebourg (en rose) dans le cercle de Basse-Saxe.

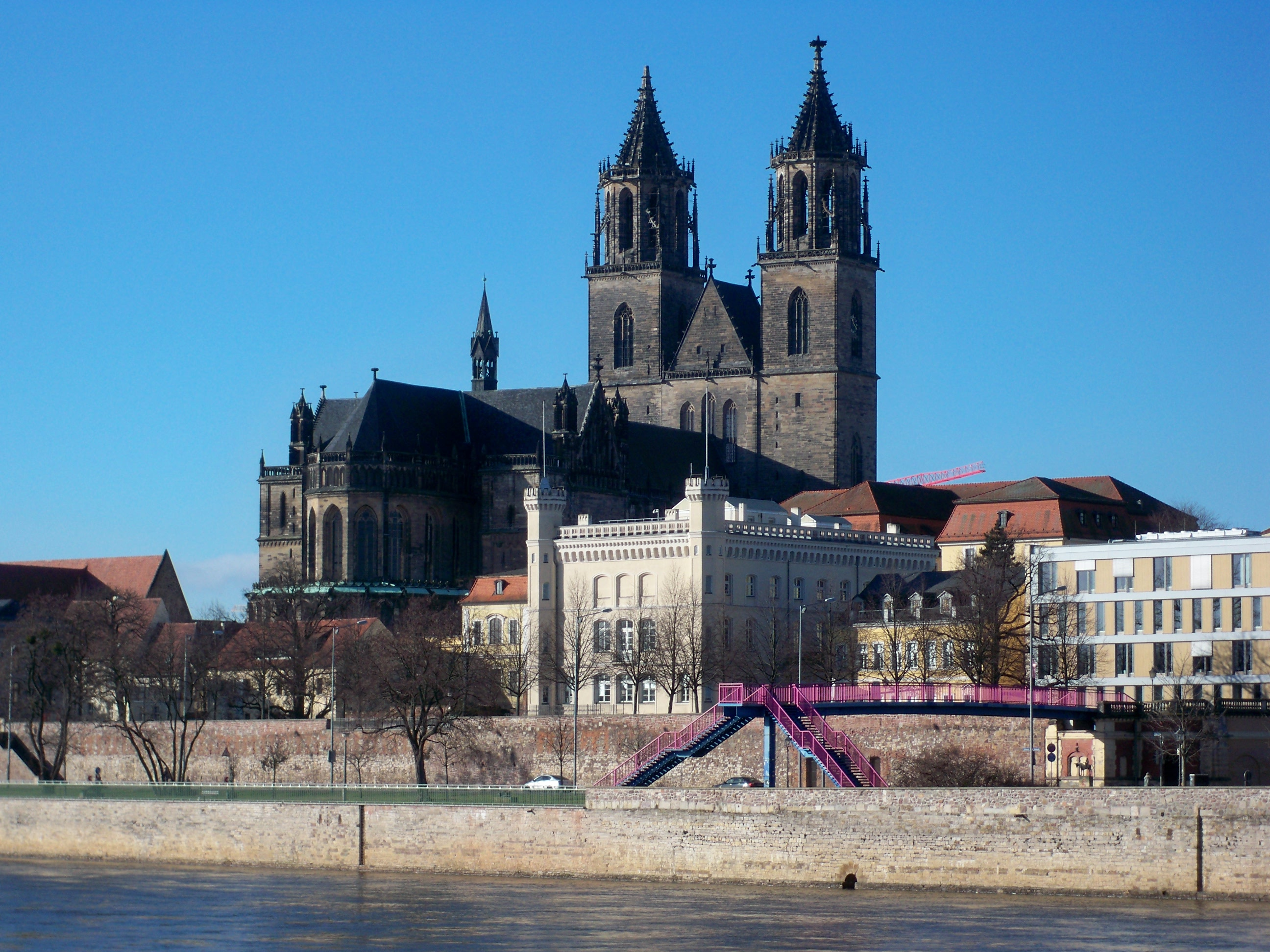
La cathédrale de Magdebourg.

Le territoire de la principauté comprenait :
- le principal domaine autour de la ville de Magdebourg s'étendant sur les deux rives de l'Elbe, d'Oebisfelde à l'ouest sur Haldensleben, Wolmirstedt, Mansfeld, Schraplau, Burg, Genthin, Jerichow et Möckern jusqu'à Plaue (aujourd'hui un quartier de Brandebourg-sur-la-Havel) à l'est ;
- le domaine de Halle-sur-Saale au sud ;
- le domaine de Jüterbog au sud-est, avec Dahme et Luckenwalde.

Au nord, la principauté épiscopale confine à l'Altmark (la « Vieille-Marche ») en possession des électeurs de Brandebourg, également les seigneurs de la Moyenne-Marche (Mittelmark) à l'est ; au sud-est, la zone était limitée par le duché de Saxe-Wittemberg, le futur électorat de Saxe. La proximité de ces deux puissants États, contrôlés par les dynasties des Hohenzollern et des Wettin pèserait lourdement sur le règne des princes-archevêques. Vers le sud, Magdebourg confine aux principautés d'Anhalt et au comté de Mansfeld ; vers l'ouest, elle était bordée par la principauté épiscopale de Halberstadt et par la principauté de Brunswick-Wolfenbüttel.
Parmi les résidences des archevêques figuraient notamment le château de Giebichenstein et le Moritzburg à Halle.

## Historique

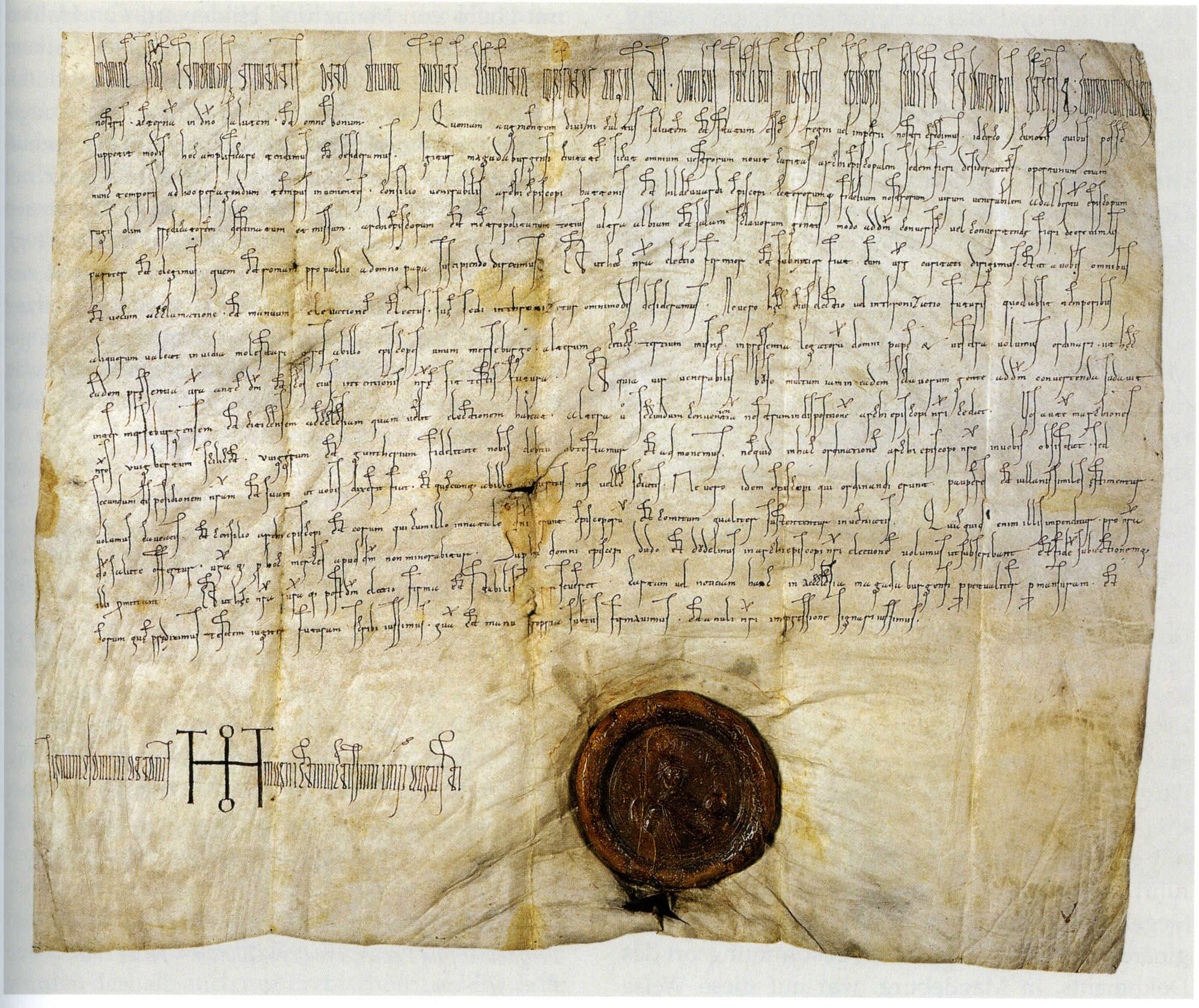
Acte de fondation du nouvel archevêché en 968.

Au cours de la colonisation germanique des pays slaves, l'archidiocèse de Magdebourg est établi par le pape Jean XIII, sur la suggestion de l'empereur Otton Ier au synode de Ravenne un an auparavant. La création provoquait une certaine résistance de la part de l'évêque de Halberstadt et de l'archevêque Guillaume de Mayence, qui demeurent privés de leurs droits religieux. Adalbert, abbé de Wissembourg, fut le premier archevêque et devint « apôtre des Slaves ». Le patron du diocèse était saint Maurice. 
Au cours des siècles suivants, l'archevêché avec ses suffragants est gouverné par des princes-archevêques et sert aussi de point de départ des missions d'évangélisation vers les terres slaves au cours de la Colonisation germanique dans la marche de l'Est saxonne. Toutefois, de vastes territoires au-delà de l'Elbe se perdent avec la grande insurrection  des Lutici en 983. L'archevêque Wichmann de Seeburg (mort en 1192) permit à son archidiocèse de prospérer en conférant le privilège du droit de Magdebourg qui a eu une influence considérable sur le droit urbain en Europe de l’Est. La grande cathédrale de Magdebourg, construit sous le règne de l'archevêque Albert de Käfernburg (1205–1232) vient rappeler l'ampleur de l'étendue et l'influence de l'archidiocèse. 
En 1478 l'archevêque Ernest de Wettin conquit la ville de Halle-sur-Saale où il fit édifier sa nouvelle résidence favorite, le Moritzburg. À partir de 1479, les archevêques régnaient aussi sur la principauté épiscopale de Halberstadt. Mais en même temps, Magdebourg a été mis sous pression de la part des électeurs de Brandebourg et de Saxe. À la suite de la réforme protestante au XVIe siècle, la foi luthérienne fut acceptée par une frange importante de la population dans les pays épiscopaux. Les citoyens de Magdebourg s'allièrent à la ligue de Smalkalde en 1531 et ont refusé d'adopter l'Intérim d'Augsbourg de 1548. L'archevêché commença à être gouverné par des administrateurs en 1545 et certains d'entre eux, comme Sigismond de Brandebourg, furent luthériens. 
Après le décès du dernier administrateur Auguste de Saxe-Weissenfels en 1680, Magdebourg fut finalement sécularisé et hérité par le Brandebourg-Prusse.